# Doctor of Pharmacy
Doctor of Pharmacy (afkorting:  PharmD of Pharm.D.) is de academische titel of graad die gevoerd wordt door apothekers in de Verenigde Staten en Canada. 
Het doctoraatsdiploma is een professionele doctorsgraad die vergelijkbaar is met een doctor in de geneeskunde (MD) of doctor in de tandheelkunde (DDS), en niet met een doctoraat als gevolg van wetenschappelijke promotie (zoals onder andere een PhD). 
De voltooiing van het vierjarige professionele curriculum - met een minimum van 1.740 uur klinische ervaring - is vereist om het doctoraatsdiploma te behalen. 
Studenten die zich inschrijven voor het doctoraatsprogramma moeten aan het begin van hun eerste jaar hun interne licentie bij de Raad van Apotheek verkrijgen. De licentie van de interne apotheker moet te allen tijde actief zijn tijdens de inschrijving voor het doctoraatsprogramma. Studenten met een actieve interne apothekerslicentie mogen alle taken van een geregistreerde apotheker uitvoeren onder direct en persoonlijk toezicht van een geregistreerde apotheker.
Om in aanmerking te komen voor het doctoraatsprogramma hebben de meeste apothekersscholen een bachelordiploma (2-4 jaar) nodig om er zeker van te zijn dat de aanvragers goed voorbereid zijn op het niveau van het PharmD programma. Het duurt dus meestal acht jaar universitaire studie om een doctoraat te behalen en apotheker te worden.
De graad vindt de laatste jaren steeds meer ingang bij apothekers in Nederland en Vlaanderen, vooral bij diegenen die een baan hebben bij de universitair medische centra en/of werken in de (internationaal georiënteerde) farmaceutische industrie. Veelal werken zij samen met onderzoekers en apothekers in het buitenland en het gebruik van deze (Amerikaanse) titel leidt internationaal tot meer herkenbaarheid.